# Cercospora longipes
Cercospora longipes är en svampart som beskrevs av E.J. Butler 1906. Cercospora longipes ingår i släktet Cercospora och familjen Mycosphaerellaceae.   Inga underarter finns listade i Catalogue of Life.